# セルハースト・パーク
セルハースト・パーク（Selhurst Park）は、イングランド・ロンドンクロイドン区にあるサッカー専用スタジアム。クリスタル・パレスFCがホームスタジアムとして使用している。

## 概要
クリスタル・パレスFCは1919年2月から新スタジアム建設計画を進め、1922年にスコットランド人のアーチボルド・リーチ設計の下建設工事は始まった。1924年8月31日、当時のロンドン市長とクラブ関係者が出席した式典で落成式が執り行われた。式典後に開催されたクリスタル・パレス対シェフィールド・ウェンズデイFCのこけら落しは、25,000人もの観客の前で披露されたが、アウェーチームのシェフィールド・ウェンズデイが1-0で勝利した。
2018年4月、スタジアムの老朽化や時代遅れの設備が数多く放置されていることからクラブは総額1億ポンドを投じて大規模な改修工事を行う計画があると発表した。2020年8月から全世界に向けて放送されているApple TVの『テッド・ラッソ:破天荒コーチがゆく』では、ラッソ率いるクラブのホームスタジアムの撮影現場として使用されていた。

## 開催された主な試合

### サッカー
- 1948年ロンドンオリンピック

| 日付          | ホームチーム | 結果         | アウェーチーム | ラウンド |
| ------------- | ------------ | ------------ | -------------- | -------- |
| 1948年7月31日 | デンマーク   | 3-1 (a.e.t.) | エジプト       | 1回戦    |
| 1948年8月5日  | スウェーデン | 12-0         | 韓国           | 準々決勝 |

## ギャラリー

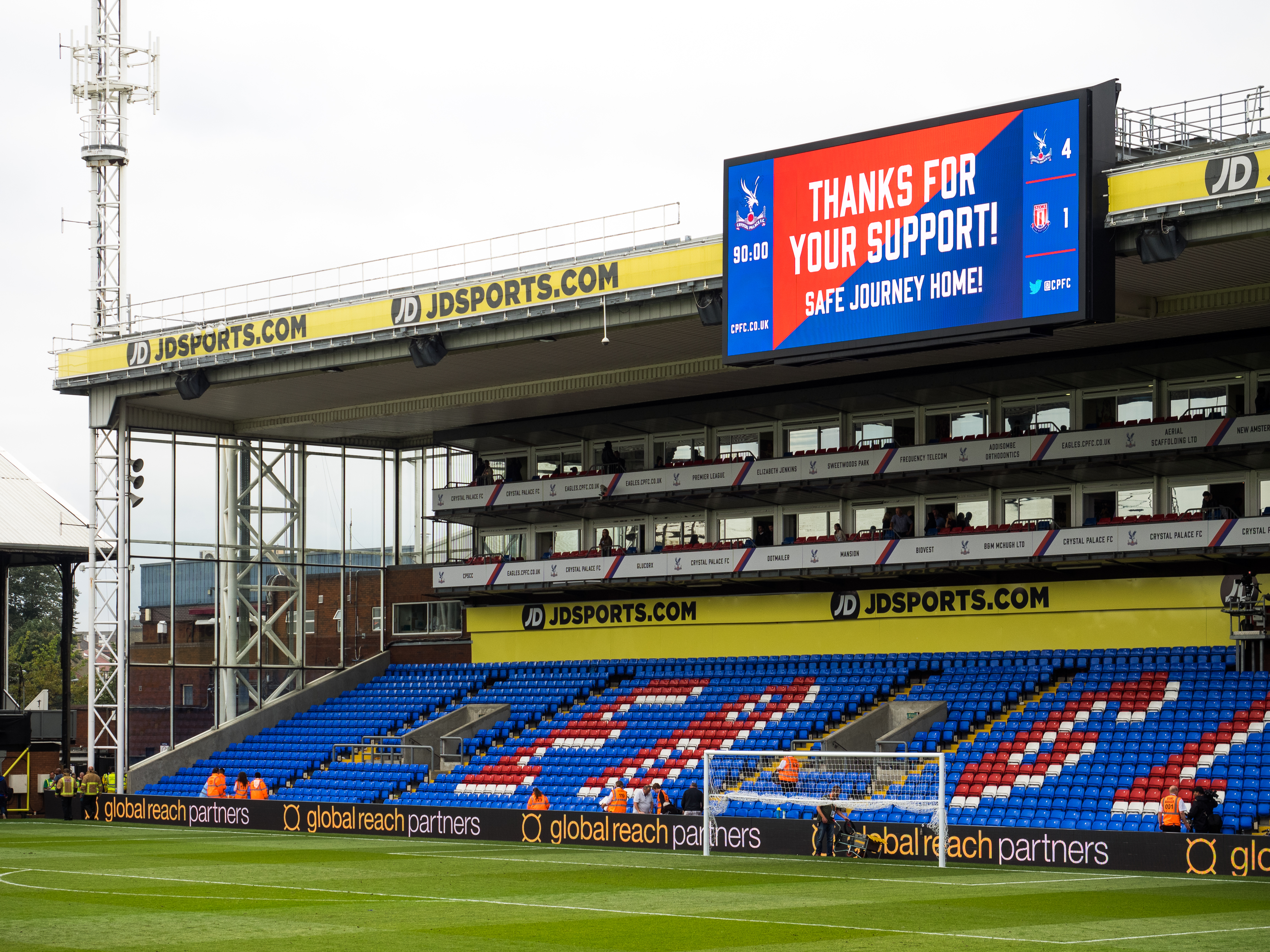
メインスタンド
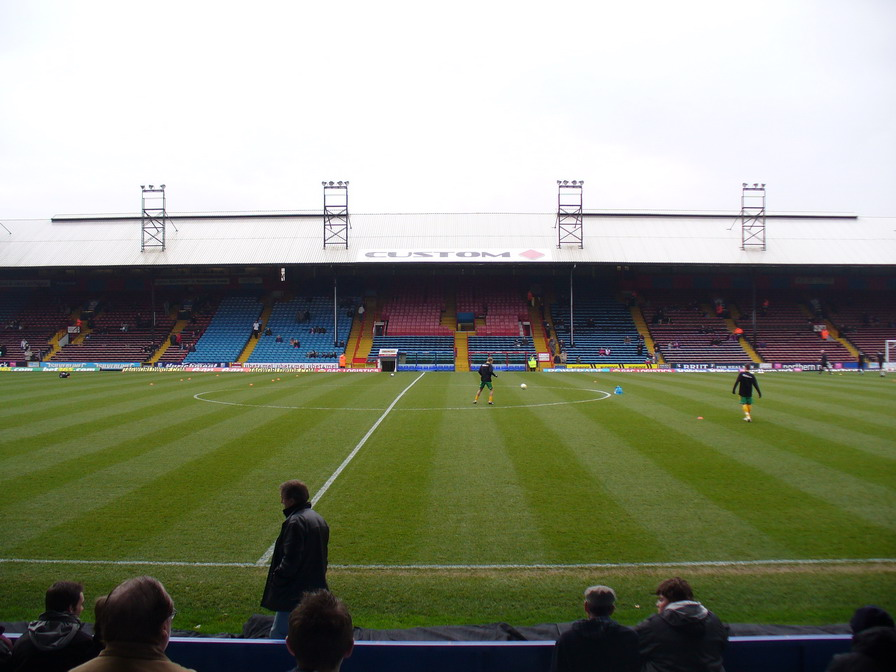
内観1
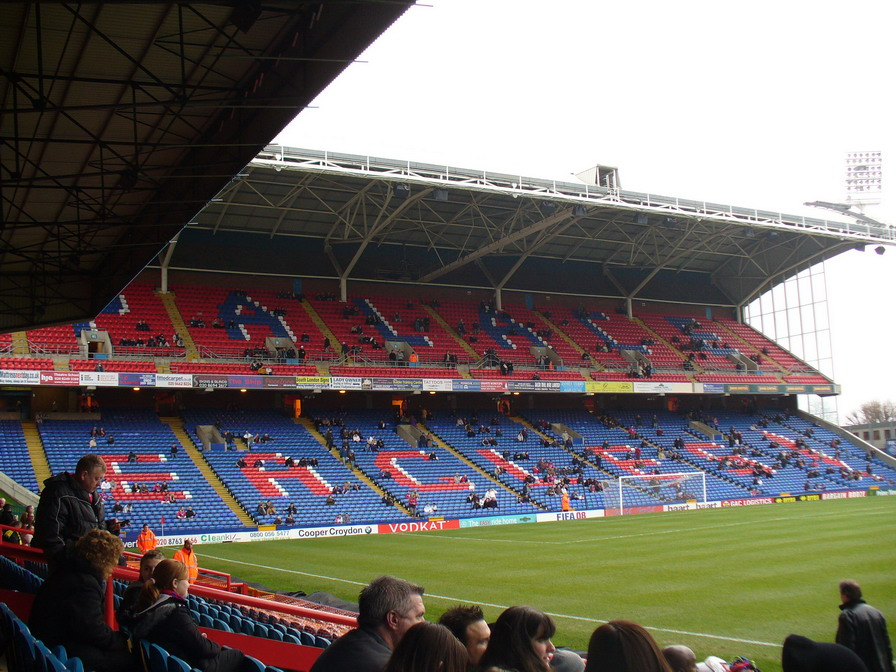
内観2
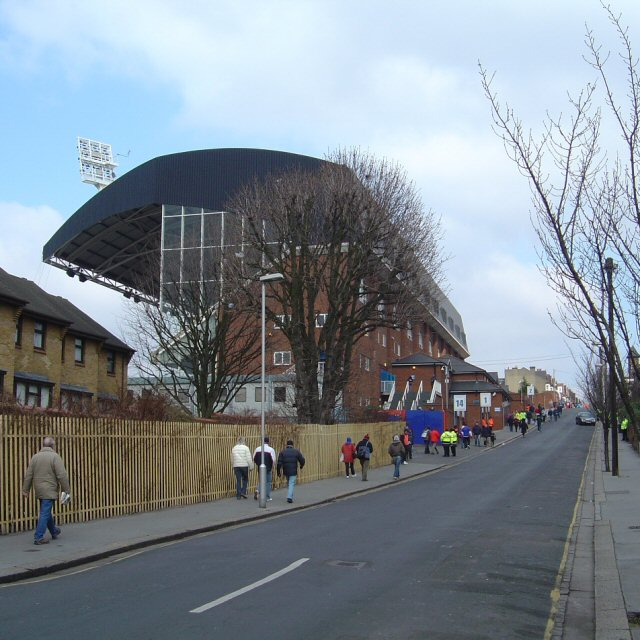
メインスタンド外観
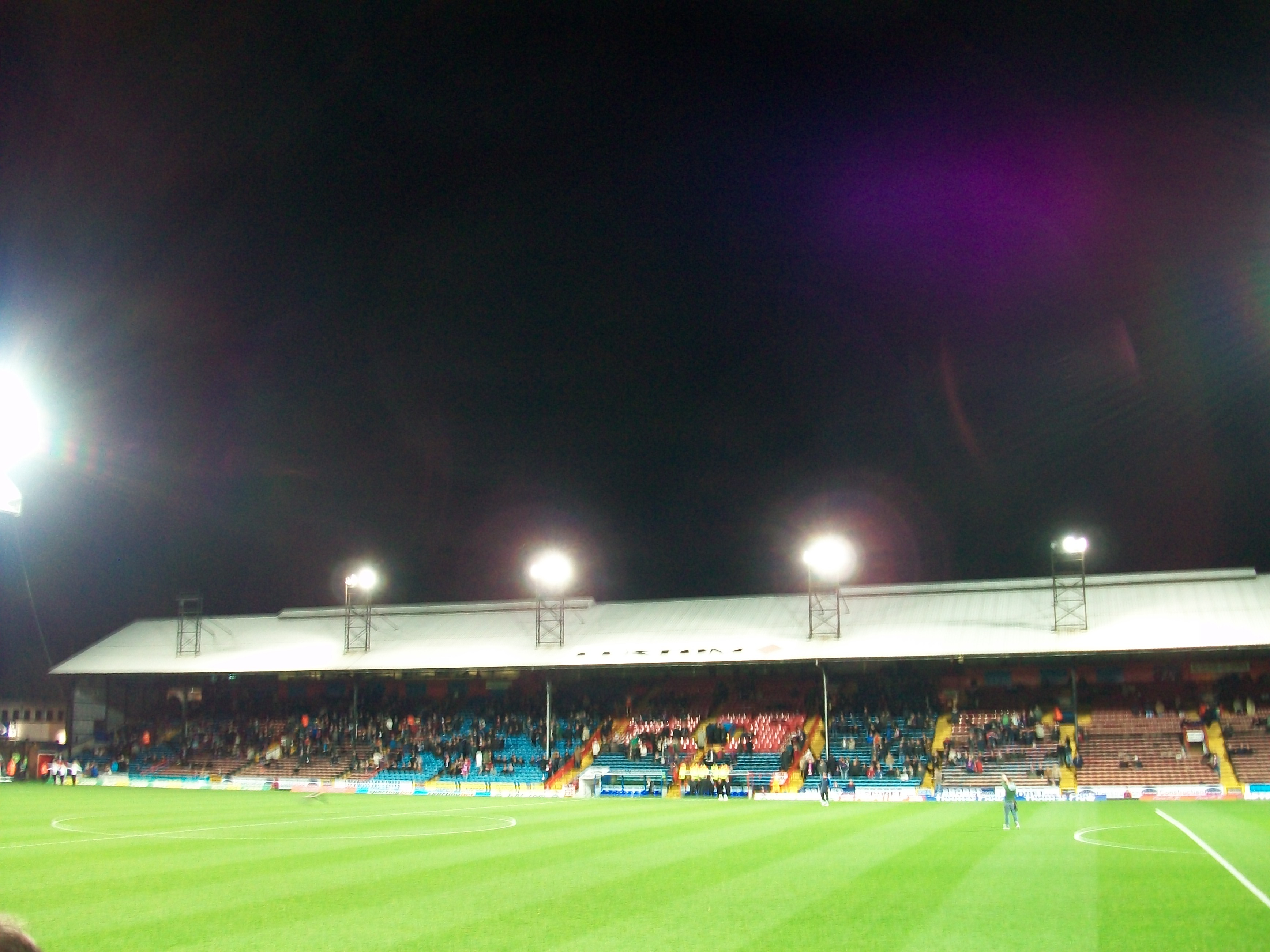
夜のスタジアム